# Koncert Betchovena
Koncert Betchovena (Концерт Бетховена) è un film del 1936 diretto da Michail Gavronskij e Vladimir Georgievič Šmidtgof.